# Championnat du Cap-Vert de football 2009
Navigation
Saison précédente Saison suivante
La saison 2009 du Championnat du Cap-Vert de football est la trentième édition de la première division capverdienne, le Campeonato Nacional. Après une phase régionale qualificative disputée sur chacune des neuf îles habitées de l'archipel, les onze meilleures équipes et le tenant du titre disputent le championnat national, joué en deux phases :
- une phase de poules (deux poules de six équipes) dont seuls les deux premiers accèdent à la phase finale
- une phase finale à élimination directe (demi-finales et finale) en matchs aller et retour qui détermine le vainqueur du championnat

C’est le Sporting Clube da Praia, triple tenant du titre, qui remporte à nouveau la compétition cette saison, après avoir battu un autre club de la capitale, l'Acédémica en finale nationale. Il s'agit du huitième titre de champion du Cap-Vert de l’histoire du club, le quatrième consécutif.

## Les clubs participants
- Île de Boa Vista :
  - Associação Académica e Operária
- Île de Brava :
  - Sport Clube Morabeza
- Île de Fogo :
  - Vulcânicos Futebol Clube
- Île de Maio :
  - CD Onze Unidos
- Île de Sal :
  - Sport Club Santa Maria
- Île de Santiago :
  - Sporting Clube da Praia (tenant du titre)
  - CD Estrela dos Amadores (zone Nord)
  - Associação Académica da Praia (zone Sud)
- Île de Santo Antão :
  - Foguetões (zone Nord)
  - Sporting Clube do Porto Novo (zone Sud)
- Île de São Nicolau:
  - FC Ultramarina
- Île de São Vicente:
  - CS Mindelense

## Compétition

### Phase de poules
Le barème utilisé pour établir le classement est le suivant :
- Victoire : 3 points
- Match nul : 1 point
- Défaite, forfait ou abandon : 0 point

| Rang | Équipe                        | Pts | J | G | N | P | Bp | Bc | Diff |
| ---- | ----------------------------- | --- | - | - | - | - | -- | -- | ---- |
| 1    | Associação Académica da Praia | 13  | 5 | 4 | 1 | 0 | 10 | 5  | +5   |
| 2    | CS Mindelense                 | 12  | 5 | 4 | 0 | 1 | 13 | 4  | +9   |
| 3    | FC Ultramarina                | 7   | 5 | 2 | 1 | 2 | 11 | 6  | +5   |
| 4    | CD Onze Unidos                | 7   | 5 | 2 | 1 | 2 | 5  | 5  | 0    |
| 5    | Sport Club Santa Maria        | 2   | 5 | 0 | 2 | 3 | 6  | 13 | -7   |
| 6    | Foguetões                     | 1   | 5 | 0 | 1 | 4 | 3  | 15 | -12  |

| Rang | Équipe                          | Pts | J | G | N | P | Bp | Bc | Diff |
| ---- | ------------------------------- | --- | - | - | - | - | -- | -- | ---- |
| 1    | Sporting Clube da PraiaT        | 13  | 5 | 4 | 1 | 0 | 11 | 1  | +10  |
| 2    | Sporting Clube do Porto Novo    | 9   | 5 | 3 | 0 | 2 | 9  | 6  | +3   |
| 3    | Sport Clube Morabeza            | 7   | 5 | 2 | 1 | 2 | 4  | 8  | -4   |
| 4    | Vulcânicos Futebol Clube        | 7   | 5 | 2 | 1 | 2 | 3  | 4  | -1   |
| 5    | CD Estrela dos Amadores         | 6   | 5 | 2 | 0 | 3 | 7  | 8  | -1   |
| 6    | Associação Académica e Operária | 1   | 5 | 0 | 1 | 4 | 2  | 9  | -7   |

### Phase finale
|  | Demi-finales                  | Demi-finales                  | Demi-finales                  | Demi-finales                  |                          |                          | Finale | Finale | Finale | Finale |
|  |                               |                               |                               |                               |                          |                          |        |        |        |        |
|  |                               |                               |                               |                               |                          |                          |        |        |        |        |
|  | CS Mindelense                 | CS Mindelense                 | 0                             | 0                             |                          |                          |        |        |        |        |
|  | CS Mindelense                 | CS Mindelense                 | 0                             | 0                             |                          |                          |        |        |        |        |
|  | Sporting Clube da PraiaT      | Sporting Clube da PraiaT      | 0                             | 3                             |                          |                          |        |        |        |        |
|  | Sporting Clube da PraiaT      | Sporting Clube da PraiaT      | 0                             | 3                             | Sporting Clube da PraiaT | Sporting Clube da PraiaT | 2      | 1      |        |        |
|  |                               |                               |                               |                               | Sporting Clube da PraiaT | Sporting Clube da PraiaT | 2      | 1      |        |        |
|  |                               |                               | Associação Académica da Praia | Associação Académica da Praia | 0                        | 1                        |        |        |        |        |
|  | Sporting Clube do Porto Novo  | Sporting Clube do Porto Novo  | Associação Académica da Praia | Associação Académica da Praia | 0                        | 1                        | 1      | 0      |        |        |
|  | Sporting Clube do Porto Novo  | Sporting Clube do Porto Novo  |                               |                               |                          |                          |        | 0      |        |        |
|  | Associação Académica da Praia | Associação Académica da Praia | 4                             | 0                             |                          |                          |        |        |        |        |
|  | Associação Académica da Praia | Associação Académica da Praia | 4                             | 0                             |                          |                          |        |        |        |        |

## Bilan de la saison
| Championnat du Cap-Vert de football 2009 |                                    |
| Champion                                 | Sporting Clube da Praia (8e titre) |
| Coupes et trophées                       |                                    |
| Vainqueur de la Coupe du Cap-Vert 2009   | Boavista FC                        |
| Qualifications continentales             |                                    |
| Ligue des champions de la CAF 2010       | Aucun                              |
| Coupe de la confédération 2010           | Aucun                              |
| Promotions et relégations                |                                    |
| Promus en Campeonato Naçional            | Aucun                              |
| Relégués                                 | Aucun                              |